# Jack Ruby
Pour les articles homonymes, voir Ruby (homonymie).
Jacob Leon Rubenstein, qui changea son nom en Jack Leon Ruby, né le 25 mars 1911 à Chicago (Illinois) et mort le 3 janvier 1967 à Dallas (Texas), était le propriétaire d'une boîte de nuit à Dallas. Il assassina Lee Harvey Oswald le 24 novembre 1963, deux jours après que ce dernier fut arrêté pour suspicion d'assassinat du président Kennedy et du policier J. D. Tippit.

## Biographie
En 1903, Joseph Rubenstein et Fannie Turek Rutkowski, d'origine juive polonaise, futurs parents de Jack Ruby, émigrent aux États-Unis. Le 25 mars 1911, à Chicago, naît leur fils Jacob Leon Rubenstein (futur Jack Ruby), cinquième enfant d'une fratrie qui en comptera huit.
Jacob Leon Rubenstein a une enfance troublée notamment à la suite du décès de sa mère dans un hôpital psychiatrique. En parallèle, son père alterne sorties et séjours en milieu carcéral. En 1922 il est envoyé dans un centre pour enfants difficiles et quitte le système scolaire à l'âge de 16 ans. Dans les années 1930 il est employé comme « garçon de course » dans le gang de Daniel Miller à Chicago. En 1937 il est l'homme de main du président du syndicat des ferrailleurs et en 1939 est soupçonné d'être mélé à l'assassinat d'un syndicaliste. Il s'occupe dès cette époque de boîtes de strip-tease. En 1943, il sert dans l'US Air Force durant la Seconde Guerre mondiale mais reste cantonné sur une base sur le sol américain.
En 1946, démobilisé, Jacob Leon Rubenstein s'établit à Dallas, où il rejoint sa sœur Eva Grant, tenancière de bar, et où ses frères et lui changent leur nom en Ruby.
Après diverses activités, Jack Ruby devient le patron de diverses boîtes de nuit et de strip-tease, fréquentées aussi bien par la police et des magistrats que par la pègre locale. Son établissement le plus connu, le « Carousel Club », accueillait à l'occasion des notables de la ville. Il a des contacts suivis avec Joseph Civello (en), chef de la pègre locale et lieutenant du parrain de la Nouvelle-Orléans, Carlos Marcello.
Il pratique à l'occasion un numéro de claquettes sur scène.

## Assassinat de Lee Harvey Oswald, assassin présumé de John F. Kennedy

### Dans les mois qui précèdent l'attentat
Durant les six mois qui ont précédé l'attentat contre Kennedy, Jack Ruby a multiplié les appels téléphoniques avec les lieutenants de Carlos Marcello comme Joseph Civello et également les hommes de main de Jimmy Hoffa, le tout-puissant dirigeant du syndicat des camionneurs en guerre ouverte avec Robert F. Kennedy, Santos Trafficante, l'ancien parrain de Cuba emprisonné puis expulsé par le régime de Fidel Castro, et également Sam Giancana, le tout-puissant parrain de l'Outfit de Chicago. Il eut également des contacts avec Robert Maheu, qui dirigeait, comme l'activiste anticommuniste Guy Banister, une agence de détective privé qui camouflait les activités illégales de la CIA sur le sol américain. Créée en 1947, la CIA avait en effet l'interdiction formelle d'agir à l'intérieur des frontières des États-Unis, rôle dévolu exclusivement au FBI de J. Edgar Hoover.
Ruby justifie ces contacts par les difficultés rencontrées dans ses affaires et ses démêlés avec l'American Guild of Variety Artists, mais ces explications ont été rejetées par les conseillers du HSCA qui insistèrent au contraire sur le manque de recherches effectives de la part des autorités fédérales à ce sujet et notamment de la part du FBI en 1963.
Ruby a également rencontré deux fois John Roselli, représentant de l'Outfit de Chicago dirigé par Giancana, dans un motel de Miami à l'automne 1963, selon une révélation du New York Times en 1977 issue des rapports de surveillance du FBI.

### Le 22 novembre 1963
Selon ses dires, Jack Ruby se trouvait à Dallas le jour de la visite du président Kennedy, dans les locaux du Dallas Morning News, non loin de Dealey Plaza. Le matin même, il avait demandé à un informateur du FBI s'il voulait « regarder les feux d'artifice », selon des documents du FBI datés de 1977 et divulgués en 2017.
Après l'assassinat du président Kennedy, Jack Ruby téléphone à plusieurs proches. Il se rend ensuite à l'hôpital Parkland où John Fitzgerald Kennedy avait été admis après les tirs sur Dealey Plaza. Il y rencontre le journaliste Seth Kantor dont le témoignage ne fut pas retenu par la Commission Warren.
Le soir, vers 19 heures, il est vu au commissariat de police où était interrogé Lee Harvey Oswald, tentant même de rentrer dans la pièce où était interrogé le suspect. Repoussé par les policiers en faction et ayant assisté à un office religieux, il revient à partir de minuit, distribuant des sandwichs avec les nombreux policiers présents et qui le fréquentent depuis de nombreuses années grâce à son club le Carousel. 

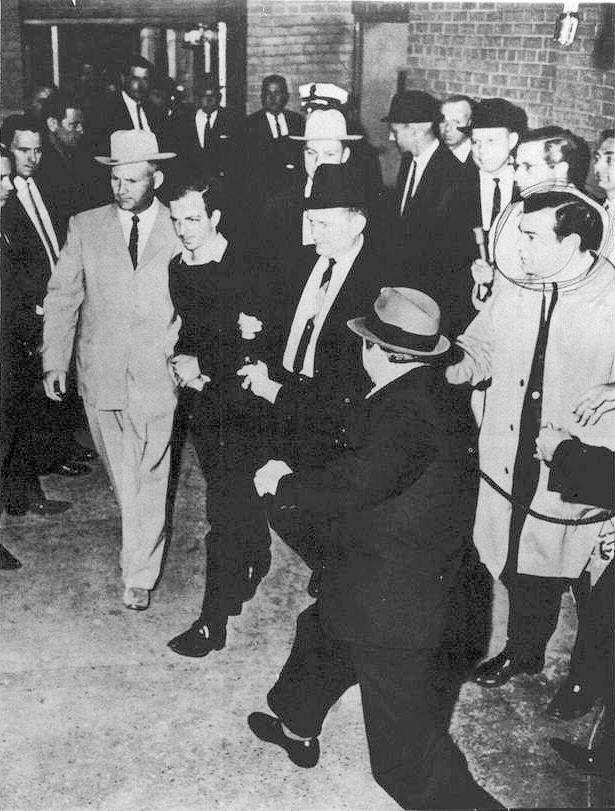
Jack Ruby tirant sur Lee Harvey Oswald.

À minuit, il participe à la conférence de presse donnée par le procureur Henry Wade. Ruby intervint alors pour corriger les propos tenus par ce dernier sur les activités politiques de Lee Harvey Oswald : celui-ci ayant affirmé aux journalistes qu'Oswald faisait partie du Free Cuba Committee (organisation anti-castriste), Ruby rectifie : le suspect appartenait au Fair Play for Cuba Committee (organisation pro-castriste) dont Lee Harvey Oswald était l'unique membre.
Dans la nuit du 22 au 23 novembre, Jack Ruby se rend dans les locaux d'une radio, puis d'un journal.

### Le 23 novembre 1963
Le transfert de Lee Harvey Oswald est fixé le samedi 23 novembre 1963 à 16 h. Il est cependant annulé et repoussé au lendemain.
L'emploi du temps de Jack Ruby révèle qu'il est présent au City Hall à 12 h, puis à nouveau à 17 h, recherchant des informations pour connaître l'horaire de transfert de Lee Harvey Oswald. À cette occasion, il distribue ses cartes de visite aux journalistes présents sur place, dont Philippe Labro, qui travaillait alors pour France-Soir. Il passe alors plusieurs coups de fil vers un hôtel de Galveston, ville où se situait alors David Ferrie, puis à l'Hôtel Cabana situé à Dallas.

### Le 24 novembre 1963, assassinat de Lee Harvey Oswald
Le matin du dimanche 24 novembre 1963, le transfert de Lee Harvey Oswald vers la prison doit se faire à 10 h. Le transfert est cependant retardé tout d'abord par un interrogatoire d'une heure mené par l'inspecteur en chef de la poste (qui a décidé de ne pas aller à l'église ce jour-là afin de tenter d'aider la police), ensuite par Oswald lui-même qui demande à la dernière minute de pouvoir passer son pull noir pour passer à la télé.
Pendant ce temps, une des danseuses de Ruby, Karen Carlin, l'appelle afin de lui demander de lui verser 25 $ pour de la nourriture et son loyer. Avec son chien favori, Sheba, dans la voiture, Jack Ruby quitte son domicile une heure après l'heure à laquelle Lee Harvey Oswald aurait dû être transféré. Jack Ruby se rend d'abord à son club le Carousel, puis au centre-ville pour virer l'argent. Il effectue son versement à 11 h 17 au bureau de la Western Union et retourne au poste de police à l'extérieur duquel il a remarqué une petite foule.
À son arrivée, un camion monte la rampe vers le garage en distrayant le garde ; Jack Ruby en profite pour entrer dans le sous-sol. C'est la version de la Commission Warren, mais le comité d'enquête de la Chambre des Représentants (HSCA) conclura que Ruby est probablement entré par une porte latérale, avec la complicité d'un membre de la police.
Lorsque Lee Harvey Oswald apparaît devant les caméras de télévision, à 11 h 21, Jack Ruby se porte en avant et l'abat d'une seule balle tirée au niveau de l'abdomen. Gravement blessé et transféré à l'hôpital Parkland, Lee Harvey Oswald meurt à 13 h 07 sans avoir repris connaissance.
Le tireur est alors maîtrisé et arrêté par les forces de l'ordre présentes qui révèlent son identité à la presse présente en grand nombre. Jack Ruby est placé en détention. Sa défense est assurée dans les premières heures par Tom Howard, avocat qui fut soupçonné par les autorités d'appartenir à la pègre et failli être radié du barreau pour proxénétisme. C'est avec ce dernier qu'il met au point sa version d'un acte de coup de folie.

## Position des autorités
Le soir même, le procureur Wade donnait une conférence de presse pour indiquer que l'action publique contre Lee Harvey Oswald s'éteignait en raison de sa disparition. Le capitaine de police Fritz indiquait également : « L'instruction relative à la mort du président Kennedy est à présent terminée ».
Le lendemain, le 25 novembre 1963, l'attorney général (l'équivalent du ministre de la Justice) Robert F. Kennedy, le propre frère du président Kennedy répondait aux autorités texanes : « L'enquête n'est pas close parce que l'assassin présumé a été tué. Nous ne considérerons l'affaire comme close que lorsque nous aurons obtenu les preuves que nous désirons. »
Le New York Times s'interrogeait également dans un éditorial : « La honte que tous les Américains ressentent devant l'explosion de folie et haine qui a abattu le président Kennedy est multipliée par le meurtre monstrueux de son assassin présumé, alors qu'on le transportait d'une prison à une autre. Les autorités de Dallas, encouragées et aidées par la presse, la radio et la télévision ont foulé aux pieds tous les principes de la justice, en traitant Oswald comme elles l'ont fait. Maintenant, le procès qui aurait prouvé l'innocence ou la culpabilité d'Oswald selon des critères de justice impartiale, qui sont les piliers de notre démocratie, n'aura jamais lieu ».

### Mobiles de Jack Ruby
Jack Ruby affirme plus tard qu'il a tué Lee Harvey Oswald sur un coup de folie survenu au moment même, alors qu'après son arrestation, il affirme à plusieurs policiers que sa mort épargne à l'épouse du président,  Jacqueline Kennedy, la souffrance de devoir paraître au procès de l'assassin de son mari. En fait, cette version du meurtre d'Oswald par sympathie pour la veuve de Kennedy serait le fruit d'une concertation entre Ruby et son avocat Tom Howard, selon un billet publié en 1967 par Newsweek.
En outre, cet argumentaire est contrebalancé par le fait, non connu à l'époque, que le crime organisé dont faisait partie Jack Ruby souffrait des attaques répétées menées par le frère de John Fitzgerald Kennedy, Robert F. Kennedy, nommé au poste de procureur général. Du fait de la surveillance accrue du FBI, le nombre d'accusations fédérales contre le crime organisé passa de 19 actes en 1960, à 96 en 1961, 101 en 1962, et plus de 2 000 poursuites, principalement sous forme de procédures fiscales, furent menées par l'IRS.
L'historien Lamar Waldron estime qu'il y a eu conspiration, et explique que Jack Ruby a tué Lee Harvey Oswald sur ordre de Carlos Marcello pour empêcher Oswald de se défendre. Au départ il y aurait eu un chantage, Ruby ayant été surpris en train de prendre dans la caisse de son employeur. Selon Chuck et Samuel Giancana, respectivement frère et neveu de Sam Giancana, ancien patron de l'Outfit de Chicago : « Un type dans la situation de Ruby devait tout faire pour tuer Oswald, qui détenait des informations susceptibles d'exposer toute l'opération au grand jour ».
William Kunstler, avocat de Ruby, a attesté que celui-ci lui déclara avoir agi « pour le peuple juif ». Selon le rabbin Hillel Silverman, cité dans un article publié de son vivant, Ruby lui fit la même déclaration.
Plusieurs éléments liés à la temporalité des faits plaident cependant en faveur d'un acte impulsif de la part de Ruby, comme le montrent deux auteurs, John K Lattimer (Kennedy and Lincoln assassination, 1980) et Gérald Postner (case closed, 1993) :
Selon l'étude de Gerald Postner, qui reprend partiellement les travaux de la commission Warren et du HSCA en y ajoutant des interviews de proches de Jack Ruby réalisées en 1992 :
- À l'heure initialement prévue pour le transfert (vers 10 h), Ruby, qui s'est levé tardivement, prend tranquillement son petit déjeuner à son domicile, à plusieurs dizaines de kilomètres des locaux de la police où est détenu Oswald. Il ne décide de se rendre au centre de Dallas que parce qu'il a reçu un appel téléphonique désespéré d'une de ses anciennes danseuses, Karen Lynn, qui a besoin d'argent. Par amitié, il décide de lui faire un transfert à partir de la Western Union, dont les bureaux se trouvent par hasard à proximité du poste de police. Est-ce l'attitude d'un homme qui doit procéder sur ordre à une exécution ? On imaginerait plus facilement, dans le cas d'une conspiration, qu'il se soit trouvé dans les environs du poste de police à 10h, et même bien avant 10h par précaution…

- On sait que le transfert d'Oswald a été différé de près de 1h30, et que c'est ce délai additionnel qui a permis à Ruby de se trouver finalement, d'extrême justesse, sur le lieu du transfert au bon moment. Ce délai additionnel provient de l'intervention inopinée de l'inspecteur des Postes Holmes (délai de plus de 1 heure), puis de Lee Harvey Oswald lui-même qui décide, alors qu'il est déjà en route dans les couloirs des locaux de police, de se faire ramener dans sa cellule pour changer de pull-over (délai de près de 20 minutes). Pour admettre la thèse d'une conspiration, il faudrait alors y associer pleinement l'inspecteur Holmes, un homme pourtant au dessus de tout soupçon, et… Lee Harvey Oswald lui-même, acteur de sa propre élimination !

- Quatre minutes avant le transfert (11 h 21), Ruby est encore dans les locaux de la Western Union : le reçu de la poste que lui remet le préposé mentionne 11 h 17. Est-ce qu'un conspirateur prendrait le risque de patienter tranquillement à un guichet postal alors que l'homme qu'il doit abattre est sur le point d'être transféré à plusieurs dizaines de mètres de ce guichet dans moins de 5 minutes ? Gerald Postner donne deux exemples : si, comme il l'a indiqué lui-même aux enquêteurs de la commission Warren, Ruby n'avait pas enfreint le code de la route pour garer sa voiture à proximité de la Western Union en coupant au milieu d'une avenue, il aurait perdu suffisamment de temps pour arriver dans le sous-sol de la Police juste après le transfert ! Et si une seule personne de plus s'était trouvée dans la queue qu'il emprunte pour effectuer le virement postal à Karen Karlin, il aurait également été hors délai ! Est-ce qu'un tueur programmé prendrait de tels risques sur les horaires ?

- Ruby, lorsqu'il gare son véhicule près de la Western Union, y laisse son chien Sheba, sans nourriture et sans aération. Pour Ruby, son chien Sheba était un véritable dieu… Ce geste n'est compréhensible que si Ruby ne s'attendait qu'à une absence de 10 à 15 minutes, donc seulement le temps de faire son envoi postal.

D'autres éléments sont aussi en faveur d'un crime solitaire :
Selon Gerald Postner dans Case closed :
- Ruby n'a jamais été un mafieux au sens strict du terme, et n'est certainement pas membre du Syndicat du crime. En tant que propriétaire de deux modestes clubs de nuit à Dallas, il est évident qu'il se devait d'entretenir des contacts avec le milieu dans le cadre de ses affaires : les révélations sur cet aspect, mêmes postérieures au rapport Warren, relèvent plutôt, de ce point de vue, du coup d'épée dans l'eau.

- Il n'existe aucune trace écrite ou orale d'un quelconque échange entre Ruby et quelque organisation que ce soit (mafia, police, CIA etc.) dans les jours et heures précédant l'assassinat d'Oswald. Au contraire, Ruby manifeste à plusieurs reprises en public et auprès de son frère et sa sœur son extrême émotion quant à l'attentat contre Kennedy. C'est un choc car il pense que des groupes politiques antisémites sont derrière l'attentat.

Selon John Lattimer dans son étude sur l'assassinat de Kennedy publiée en 1980 :
- Lorsque Ruby demande d'être emmené à Washington, ce n'est pas pour dénoncer une conspiration dont il serait membre, mais au contraire pour persuader le Président Johnson qu'il a agi seul et que les Juifs américains ne sont pour rien dans son geste : c'est en effet son obsession d'innocenter les Juifs dont il pense que Johnson va les rendre responsables globalement pour Dallas et déclencher de nouvelles persécutions !

Enfin, juste avant sa mort, Ruby enregistre une confession auprès de son rabbin. Dans cet enregistrement, dont l'existence n'est révélée au grand public qu'en 1993, mais qui est aujourd'hui disponible en accès libre sur internet sur le site JFDK Online : Ruby death bed confession, 16 décembre 1966, transcript by Elmer Gertz, Ruby confirme qu'il s'est trouvé par hasard près du poste de police, qu'il est entré par la rampe en profitant de la sortie d'un véhicule, et qu'il a tiré saisi par une irrésistible impulsion de haine en apercevant Oswald. Il est étonnant que cet enregistrement de Ruby, au seuil de sa mort, ne soit pas davantage repris par les études les plus récentes sur Dallas. Il est également étonnant qu'il n'ait pas été porté à la connaissance des enquêteurs du HSCA en 1978.

### Procès de Jack Ruby
Tom Howard, l'avocat initialement retenu par Jack Ruby, croit que ce dernier a de bonnes chances de s'en tirer avec une condamnation de meurtre sans préméditation, ce qui lui vaudrait au maximum 5 ans de détention. Jusqu'en 1974, le droit texan est plutôt clément à l'égard des meurtres commis sous l'effet de la passion.
La famille de Jack Ruby retient plutôt les services de Melvin Belli, un avocat flamboyant de San Francisco spécialiste des causes civiles, qu'on surnomme « King of the torts », mais les subtilités du code criminel texan ne lui sont pas particulièrement familières. Le procès se tient du 17 février au 14 mars 1964.
Melvin Belli tente d'abord de faire déplacer sans succès le procès hors des limites du comté de Dallas parce que, selon lui, Jack Ruby ne peut y être jugé équitablement ; les sondages d'opinion indiquent pourtant le contraire et la population locale lui est plutôt favorable. Melvin Belli organise la défense de Jack Ruby autour d'une maladie mentale rare dont aurait souffert son client : l'épilepsie psychomotrice. En effet, au moment des faits, il aurait souffert d'une crise et aurait agi par automatisme et ne se souvient plus des faits après coup. Bill Alexander, le district attorney-adjoint taille en pièces cette défense et prouve hors de tout doute l'intention criminelle, déniée par le défendeur : non seulement Jack Ruby savait ce qu'il faisait mais, en plus, il en était fier.
Le 14 mars 1964, en deux heures et vingt minutes, le jury reconnaît Jack Ruby criminellement responsable du meurtre de Lee Harvey Oswald et le juge Joe B. Brown le condamne à la peine de mort pour meurtre avec préméditation. La sentence par électrocution doit être exécutée à la prison d'État de Huntsville.
Il fut révélé par la journaliste Dorothy Kilgallen qu'un accord entre la défense et l'accusation avait été passé pour ne parler uniquement que des faits sans explorer ni rechercher aucune connexion ni complicité. Les relations suivies avec la pègre ou les moyens dont il disposa pour s'introduire dans le commissariat ne furent pas étudiés.
À noter que Jack Ruby n'intervint pas à son procès et ne s'exprima pas.

### Emprisonnement
Durant sa détention, il reçut la visite de plusieurs personnes comme le lieutenant de la mafia Joseph Civello, qui lui rendit visite le 30 novembre 1963 sur son lieu de détention. La journaliste Dorothy Kilgallen réalisa également une interview en mars 1964 et obtient une copie du témoignage de Ruby devant les représentants de la Commission Warren. Elle souhaitait publier un scoop concernant l'assassinat de John F. Kennedy. Toutefois, le 8 novembre 1965, on la retrouva morte à son domicile. Bill Hunter et Jim Koethe, deux autres journalistes ayant rencontré chez Ruby son colocataire le 24 novembre 1963, étaient morts eux aussi dans des conditions suspectes en 1964.

### Enquête de la commission Warren
La Commission Warren fut instituée le 27 novembre 1963 pour enquêter sur l'assassinat de John F. Kennedy à la suite des accusations de complot de la part de l'opinion publique américaine, en raison de l'assassinat de Lee Harvey Oswald par Jack Ruby dans les locaux de la police. La population partait du principe que l'assassin présumé avait été réduit au silence pour l'empêcher de parler. De plus, la position des autorités officielles considérant l'enquête comme close moins de 2 jours après les faits ne faisait qu'alimenter les doutes.
Le président de la République Française, Charles de Gaulle, présent aux funérailles, déclara à son retour en France : « Ça a l'air d'une histoire de cow-boys mais c'est une histoire d'OAS. La police est de mèche avec ultras (...). Ils se sont saisis de ce communiste qui n'en était pas un, tout en l'étant. C'est un minus habens et un exalté. C'était l'homme qu'il leur fallait. Un merveilleux accusé (...). Ils le gardaient en réserve !(…). On ne pouvait pas le descendre sans une autre forme de procès. Mais un procès, vous vous rendez compte, c'est épouvantable. Des gens auraient parlé. On aurait remué des choses ! Alors la police est allée chercher un indicateur qui n'avait rien à lui refuser et qu'elle avait parfaitement en main et ce type s'est dévoué pour tuer le faux assassin sous prétexte qu'il fallait défendre la mémoire de Kennedy ! C'est de la rigolade ! Toutes les polices du monde se ressemblent quand elles font de basses besognes. »
Le 7 juin 1964, Jack Ruby fut interrogé par Earl Warren, le commissaire Gerald Ford et le conseiller Arlen Specter à la prison du comté. Il affirma que sa vie est en danger à Dallas et  demanda à aller à Washington pour « dire la vérité », mais le président de la Commission Warren n'accède pas à cette demande,. En octobre 1963, le mafieux Joe Valachi avait ainsi témoigné contre la mafia à visage découvert, devant les caméras.
Jack Ruby eut cet échange avec Earl Warren à cette occasion :

« Jack Ruby : « Vous dites que vous avez le pouvoir de faire ce que vous voulez, n'est ce pas ? »
Earl Warren : « Exactement »
Jack Ruby :  « Sans limite ? » 
Earl Warren :  « Dans la limite du décret qui établit la commission. Nous avons le droit de prendre la disposition que nous voulons dans ce cadre (...) »
Jack Ruby : « Mais vous n'avez pas le droit de ramener un prisonnier avec vous si vous le voulez ? »
Earl Warren : « Non. Nous avons le pouvoir de convoquer des témoins à Washington si nous le voulons, mais nous avons déjà entendu deux cents ou trois cents personnes à Dallas sans avoir eu besoin d'aller à Washington. »
Jack Ruby : « Oui, mais tous ces gens ne sont pas Jack Ruby. » »

— Warren Commission Hearings, Volume V.
En 1978, Gerald Ford, ex-membre de la commission, témoigna devant le House of Representatives Select Committee on Assassinations ou HSCA, déclarant : « les autres membres adhérèrent à l'idée [d'Earl Warren] qu'il n'était pas nécessaire d'amener Ruby de Dallas à Washington et de poursuivre son interrogatoire dans la capitale fédérale ». Cela empêcha d'explorer en profondeur les véritables motivations de son geste.
La Commission Warren établit comme vérité officielle la version présentée par Jack Ruby lui-même. À savoir que s'étant introduit au sein du commissariat par une rampe d'accès réservé aux véhicules en ayant trompé les gardes postés, il avait par hasard croisé Lee Harvey Oswald pendant son transfert et pris d'un accès de rage subite l'aurait abattu.
La Commission Warren ne chercha pas l'origine d'un dépôt de 7 000 $ déposé par Jack Ruby à sa banque et sur les 2 000 $ retrouvés sur lui lors de son arrestation alors qu'il devait 40 000 $ aux autorités fiscales. Elle ne vérifia pas non plus son emploi du temps ni les contacts avec la pègre au cours des mois précédant l'assassinat et dont avait été informé le F.B.I.
Elle exclut le témoignage du reporter Seth Kantor qui avait croisé Jack Ruby au sein du Parkland Mémorial Hospital l'après-midi de l'attentat et avait discuté avec ce dernier (ce dernier publia un ouvrage en 1977 ; Who are you Jack Ruby ?). De même, elle exclut les témoignages des personnes affirmant avoir croisé Jack Ruby au pied du Texas Book Depositary à quelques minutes des tirs, présence qui fut prouvée dans les années 1990 par des rushs d'une société de télévision texane.
La Commission Warren n'a également pas enquêté comment Jack Ruby était informé de l'existence du Fair Play for Cuba Committee organisation pro-castriste dont Lee Harvey Oswald était le président et l'unique membre.

### Nouveau procès
Sa santé mentale s'étant détériorée depuis sa condamnation, Jack Ruby prit à part Warren et Specter et leur confie un secret[réf. souhaitée] : il entendit des voix provenant des soubassements de la prison, selon lui celles des 25 millions d'âmes juives qui y ont été éliminées par les partisans de la John Birch Society, une organisation d'extrême-droite.
Le 5 octobre 1966, la cour d'appel du Texas reconnut que le premier procès avait été mal mené du fait de sa tenue à Dallas. La sentence de Jack Ruby  a été cassée dans l'attente d'un nouveau procès, qui devait se tenir à Wichita Falls au Texas.

### Décès
Le 9 décembre 1966, à la suite de difficultés respiratoires, Jack Ruby fut transféré du Dallas County Jail au Dallas Parkland Hospital, là où John Fitzgerald Kennedy et Lee Harvey Oswald étaient morts 3 ans plus tôt.
Le 3 janvier 1967, Jack Ruby décéda, avant la tenue d'un nouveau procès au Parkland Memorial, d'une embolie pulmonaire consécutive à un cancer avancé qui s'était étendu au foie, aux poumons et au cerveau. Il fut enterré au cimetière de Westlawn à Chicago.

## Révélations ultérieures

### Commission Church
Dans les années 1970, le mafieux Johnny Roselli, homme de main de Sam Giancanna, tout-puissant parrain de l'Outfit de Chicago, lui-même très impliqué dans les opérations croisées mafia-CIA contre Cuba et abattu en 1975, déclara que Jack Ruby faisait partie de la mafia.
Convoqué devant la Commission d'enquête parlementaire sur les activités illégales des services de renseignements ou Commission Church en 1976, Roselli détailla devant les représentants de cette dernière les relations entre Ruby et Santos Trafficante, l'ancien parrain de Cuba. Il proposa de s'exprimer en séance plénière.
Le 28 juillet 1976, son cadavre découpé en deux fut découvert dans un baril flottant dans la baie de Miami.
En parallèle, en 1977, le New York Times révéla dans un article que durant l'automne 1963, un motel de Miami avait servi par deux fois de lieu de rencontre à Jack Ruby et John Roselli.
De même, un rapport du 27 novembre 1963 de la police de la Nouvelle Orléans indiquait que Jack Ruby avait été vu en compagnie de Franck Carrici, homme de main du parrain Carlos Marcello à la Nouvelle Orléans. Ce rapport ne fut révélé que plusieurs années après sa rédaction.

### L'enquête du HSCA
Dans les années 70, le congrès américain, sous la pression de l'opinion publique ébranlée par le scandale du Watergate, la guerre du Vietnam, le scandale des Pentagon Papers et des révélations de la Commission Church sur les activités illégales des agences de renseignements sur le territoire des États-Unis, fit procéder à une nouvelle enquête sur l'assassinat de John F. Kennedy et de la disparition de son assassin présumé Lee Harvey Oswald, par une commission d'enquête ad hoc, le House Select Committee on Assassinations (Comité restreint de la Chambre sur les assassinats), ou HSCA, travaillera sur l'assassinat de JFK de 1976 à 1979.
Les conclusions de la Commission Warren furent qualifiées de « naïves » par le HSCA.
L'enquête de la commission parlementaire aboutit à la probabilité d'une conspiration en vue d'éliminer le 35e président des États-Unis.
Le HSCA révéla notamment que parmi les cinq personnes qui étaient chargées du transfert de Lee Harvey Oswald (Curry, Fritz, Butler, Dean et Harisson), le lieutenant Dean était proche de la pègre et plus précisément de Joseph Civello, parrain de Dallas.